# Retiro nigronotatus
Espèce
Retiro nigronotatus est une espèce d'araignées aranéomorphes de la famille des Macrobunidae.

## Distribution
Cette espèce est endémique du Paraná au Brésil,. Elle se rencontre vers Curitiba.

## Description
La femelle holotype mesure 5,4 mm.

## Systématique et taxinomie
Cette espèce a été décrite par Mello-Leitão en 1947.

## Publication originale
- Mello-Leitão, 1947 : « Aranhas do Paraná e Santa Catarina, das coleções do Museu Paranaense. » Arquivos do Museu Paranaense, vol. 6, p. 231-304.